# Anomaloglossus apiau
Anomaloglossus apiau es una especie de anfibio anuro de la familia Aromobatidae.

## Distribución geográfica
Esta especie es endémica de Roraima en Brasil. Habita entre los 500 y 1400 m de altitud en la Serra do Apiaú.

## Etimología
Su nombre de especie le fue dado en referencia al lugar de su descubrimiento, Serra do Apiaú.

## Publicación original
- Fouquet, Souza, Nunes, Kok, Curcio, Carvalho, Grant & Rodrigues, 2015 : Two new endangered species of Anomaloglossus (Anura: Aromobatidae) from Roraima State, northern Brazil. Zootaxa, n.º 3926, p. 191–210.[3]